# ゴルノ・アルタイ自治ソビエト社会主義共和国

ゴルノ・アルタイ自治ソビエト社会主義共和国
Горно-Алтайская Автономная Советская Социалистическая Республика

ゴルノ・アルタイASSRの位置

ゴルノ・アルタイ自治ソビエト社会主義共和国はソビエト連邦、ソビエト・ロシア内の自治共和国。1922年の6月1日にオイラト自治区とされ、その後1948年1月7日以降はゴルノ・アルタイ自治州とされていた。ソビエト・ロシアを含むいくつかの共和国は民族や言語に応じて引かれた国境による行政区画を含んでおり、20の自治共和国、8種の自治州、10の自治区の三種類の地域が存在した。この州は自治州から、自治共和国に格上げしている。1990年10月25日に自治共和国に昇格し、1991年7月3日にはソビエト社会主義共和国となることを宣言したがSSRとしては認知されなかった。
1992年3月31日からはロシア連邦を構成するアルタイ共和国になった。首都はゴルノ・アルタイスク。農業が主な商業であり、人口は希薄であった。現在同様中国と国境を接していた。

## 政府
| 地位                           | 期間      | 氏名             |
| ------------------------------ | --------- | ---------------- |
| ゴルノ・アルタイ共産党第一書記 | 1990–1991 | Valery Chaptynov |
| ソビエト最高会議常設委員会議長 | 1990–1991 | Valery Chaptynov |
| 執行委員会長                   | 1990–1992 | Vladimir Petrov  |